# Токаревский сельский совет (Дергачёвский район)
Токаревский сельский совет — до 2020 года административная единица в составе Дергачёвского района Харьковской области Украины.
Административный центр сельского совета находился сначала в селе Токаревка; затем находился в Гоптовке.

## История
- Во время ВОВ на территории сельсовета — Дементиевки и Кочубеевки — велись ожесточённые бои за освобождение данных сёл от немецкой оккупации.
- Сельский совет депутатов трудящихся был образован в 1947 году[3] в составе Дергачёвского района Харьковской области Украинской Советской Советской Социалистической Республики.
- После ВОВ Гоптовку (тогда Гаптовку (укр.Гаптивку) переименовали в Токаревку (не путать с Токаревкой Первой) в честь участника революции 1905 года И. Я. Токаря, который умер в царской тюрьме.
- В состав сельсовета сразу после ВОВ входили хутора:

Долбнивка, Дементиевка, Гоптовка, Шопино, Бугаевка, Дубовка, Вербовка, Кудеевка, Лобановка, Глушачёвка, Кочубеевка, Кушковка, Сидорчина Балка (Сидерчина Балка).
- В Токаревском сельсовете стало после этого четыре рядом расположенных села с названием Токаревка: Токаревка-бывшая Гаптовка, Токаревка Первая, Токаревка Вторая, Малая Токаревка (Харьковская область).
- В 1966 году в состав сельсовета входили 15 населённых пунктов (была исключена Сидерчина Балка).
- Между 1967 и 1976 годом Токаревку переменовали обратно в Гоптовку.
- В 1976 году в сельсовет входили 12 населённых пунктов (были исключены Долбнёвка, Льняное, Малая Токаревка).
- В 2020 году в сельсовет входили 11 населённых пунктов (в 1997 была исключена нежилая Щербаковка).
- После 17 июля 2020 года в рамках административно-территориальной «реформы» по новому делению Харьковской области[4][5] Токаревский сельский совет, как и весь Дергачёвский район Харьковской области, был упразднён; входящие в него населённые пункты и его территории присоединены к … территориальной общине Харьковского(?) района.
- Сельсовет просуществовал 73 года.

## Адрес сельсовета
62313, Харківська обл., Дергачівський р-н, с. Гоптівка, вул. Шкільна, 7.

## Населённые пункты совета (на 2020 год)
- село Гоптовка (Гаптовка, Гаптивка)[6]
- село Бугаевка (Бугаева)[7]
- село Дементиевка (Дементеевка)[8]
- село Дубовка[9]
- село Кочубеевка[10]
- село Кудиевка (Кудеевка, Кудаевка)[11]
- село Лобановка
- село Токаревка Первая (Токарево 1)[12]
- село Токаревка Вторая (Токарево 2)[13]
- село Шопино[14]

### Бывшие и ликвидированные населённые пункты
- село Долбнёвка (Харьковская область) (б. Долбнивка).[1] В 1940 году в ней было 60 дворов и ветряная мельница.[1]
- село Льняное. В 1940 году на хуторе Ленной были 18 дворов.[15]
- село Малая Токаревка (Харьковская область)
- село Сидорчина Балка. В 1940 году в Сидерчиной Балке были 24 двора.[16]
- село Щербаковка.[17] В 1940 году в Щербаковке были 42 двора.[17]